# WANDS Streaming Live 〜BURN THE SECRET〜
『WANDS Streaming Live 〜BURN THE SECRET〜』（ワンズ・ストリーミング・ライブ バーン・ザ・シークレット）は、2021年4月7日に発売されたWANDSの映像作品。Blu-rayで発売。

## 概要
本公演は2020年10月31日と翌日の11月1日の2日間に開催された配信ライブであり、本作には2日目の配信ライブの模様を特別編集し、収録した。第5期WANDSとしては初の映像作品であり、セットリストは2020年に発売されたアルバム『BURN THE SECRET』の収録曲や過去のWANDSの楽曲を中心に構成された。また、特典映像として配信ライブでは披露されなかった「恋せよ乙女」、「Brand New Love」の2曲とメイキング映像も収録している。

## 演奏

### メンバー
- 上原大史 - ボーカル[2]
- 柴崎浩 - ギター[2]
- 木村真也 - キーボード[2]

### サポートメンバー
- 麻井寛史（from Sensation） - ベース
- 車谷啓介（from Sensation） - ドラム

## 収録内容
| #   | タイトル                                                 | 作詞 | 作曲・編曲 |
| --- | -------------------------------------------------------- | ---- | ---------- |
| 1.  | 「David Bowieのように」                                  |      |            |
| 2.  | 「真っ赤なLip」                                          |      |            |
| 3.  | 「Just a Lonely Boy【WANDS 第5期 ver.】」                |      |            |
| 4.  | 「賞味期限切れ I love you」                              |      |            |
| 5.  | 「時の扉【WANDS 第5期 ver.】」                           |      |            |
| 6.  | 「もっと強く抱きしめたなら【WANDS 第5期 ver.】」         |      |            |
| 7.  | 「世界中の誰よりきっと【WANDS 第5期 ver.】」             |      |            |
| 8.  | 「抱き寄せ 高まる 君の体温と共に」                       |      |            |
| 9.  | 「明日もし君が壊れても【WANDS 第5期 ver.】」             |      |            |
| 10. | 「アイリメンバーU」                                      |      |            |
| 11. | 「Secret Night ～ It’s My Treat ～【WANDS 第5期 ver.】」 |      |            |
| 12. | 「Burning Free」                                         |      |            |
| 13. | 「星のない空の下で」                                     |      |            |
| 14. | 「天使になんてなれなかった」                             |      |            |
| 15. | 「Jumpin' Jack Boy」                                     |      |            |
| 16. | 「世界が終るまでは…」                                    |      |            |
| 17. | 「恋せよ乙女（特典映像）」                               |      |            |
| 18. | 「Brand New Love（特典映像）」                           |      |            |